# Tidens franska klassiker
Tidens franska klassiker var en bokserie (Libris 303558) utgiven av Tidens förlag 1950-1961.
| Nr | Författare                       | Titel                                        | Originaltitel                                                                     | Översättare                           | Utgivningsår |
| -- | -------------------------------- | -------------------------------------------- | --------------------------------------------------------------------------------- | ------------------------------------- | ------------ |
| 1  | Honoré de Balzac                 | De vises sten                                | La recherce de l'absolu                                                           | Eddy Gjötterberg                      | 1950         |
| 2  | Marcel Proust                    | Noveller                                     | Ur Les plaisirs et les jours och Mélanges et pastiches                            | Karin Bong                            | 1950         |
| 3  | Raymond Radiguet                 | Djävulen i kroppen                           | Le diable au corps                                                                | Ria Wägner                            | 1950         |
| 4  | Jean-Jacques Rousseau            | Den ensamme vandrarens drömmerier            | Rêveries du promeneur solitaire                                                   | G. Åman-Nilsson                       | 1951         |
| 5  | Gustave Flaubert                 | Tre berättelser                              | Trois contes: Un coeur simple; La légende de Saint-Julien l'hospitalier; Herodias | Pontus Grate och Michaëla Reuterswärd | 1951         |
| 6  | Denis Diderot                    | Rameaus brorson                              | Le neveu de Rameau                                                                | Ria Wägner                            | 1951         |
| 7  | Émile Zola                       | Thérèse Raquin                               | Thérèse Raquin                                                                    | Ann Bouleau                           | 1953         |
| 8  | Gérard de Nerval                 | Aurélia                                      | Aurélia                                                                           | Sigfrid Lindström                     | 1953         |
| 9  | Stendhal                         | En egocentrikers minnen                      | Souvenirs d'egotisme                                                              | Ann Bouleau                           | 1953         |
| 10 | Honoré de Balzac                 | Kyrkoherden i Tours. Den ryktbare Gaudissart | Le curé de Tours. L'illustre Gaudissart                                           | Ria Wägner                            | 1956         |
| 11 | Alphonse Daudet                  | Sapho: en parisisk sedeskildring             | Sapho                                                                             | Ria Wägner                            | 1956         |
| 12 | Edmond de Goncourt               | Dagbok från fransk-tyska kriget              | Journal des Goncourt                                                              | Karin Bong                            | 1956         |
| 13 | Georges Bernanos                 | Historien om Mouchette                       | Nouvelle histoire de Mouchette                                                    | Karin Bong                            | 1958         |
| 14 | Anatole France                   | Änglarnas uppror                             | La révolte des anges                                                              | Pontus Grate                          | 1958         |
| 15 | Guy de Maupassant                | Pierre och Jean                              | Pierre et Jean                                                                    | Gustav Sandgren                       | 1959         |
| 16 | Robert Bossuat (återberättad av) | Sagan om Tristan och Isolde                  | Tristan et Iseut                                                                  | Nils Holmberg                         | 1959         |
| 17 | Charles Baudelaire               | Hugskott. Mitt nakna hjärta                  | Fusées. Mon coeur mis à nu                                                        | Tove Fahlén                           | 1960         |
| 18 | Jean-Baptiste Molière            | Misantropen. Scapins skälmstycken            | Le misanthrope. Les fourberies de Scapin                                          |                                       | 1961         |